# أسطول غواصات يو الثالث والعشرون
أسطول غواصات يو الثالث والعشرون ("23. Unterseebootsflottille ") كانت وحدة تابعة لبحرية ألمانيا النازية كريغسمرينه خلال الحرب العالمية الثانية. 
تم تشكيل الأسطول في سلاميس في اليونان، في 11 سبتمبر 1941 تحت قيادة كابيتينلويتننت فريتز فراونهايم. عمل الأسطول في شرق البحر الأبيض المتوسط وأغرق 12 سفينة ليصبح المجموع 50,820. في مايو 1942، تم دمج الأسطول في أسطول غواصات يو التاسع والعشرون في مدينة لا سبيتسيا بإيطاليا. 
تم إعادة تأسيس الأسطول في سبتمبر 1943 باعتباره أسطول تدريب تحت قيادة كورفيتنكابيتان أوتو فون بولو، ومقره في غدانسك. دربت قادة غواصات يو الجدد على تقنيات الهجوم (Kommandantenschiesslehrgang "دورة قادة اطلاق النار التدريبية"). تم حل الأسطول في مارس 1945. 

## غواصات يو الملحقة
تم تعيين تسعة غواصات يو في هذه الأسطول أثناء الخدمة القتالية في 1941 – 1942. 
- يو-75
- U-77
- U-79
- U-83
- U-97
- U-133
- U-331
- U-371
- U-559